# Herbie Rides Again
 Herbie Rides Again és una pel·lícula dirigida per Robert Stevenson estrenada el 1974.

## Argument
Alonzo Hawk, gran agent immobiliari a San Francisco vol construir el més gran immoble del món. Però heus aquí, un antic petit quarter de bombers pertanyent a la Sra. Steinmetz, vídua d'un capità de bombers que es nega a anar-se'n. Té un Volkswagen escarabat i una jove amiga, Nicole Harris, hostessa, que de tant en tant fa fora els advocats de Mr. Hawk.
Un dia després d'haver obert el seu gabinet d'advocats, Willoughby Whitfield, nebot d'Alonzo Hawk, intenta convèncer la Sra. Steinmetz però aquesta en lloc de fer-lo fora l'acull, la qual cosa el porta a conèixer Nicole. Després de tornar al quarter, Willoughby passejarà amb Nicole amb el Volkswagen. Després d'un bon àpat amb Willoughby, Nicole, assabentant-se que és el nebot d'Alonzo Hawk, el colpeix amb un llamàntol. Abans d'agafar l'avió cap a Missouri, on viu Willoughby, un esdeveniment el farà canviar d'opinió, i el farà quedar-se al costat del quarter i dels seus ocupants contra el seu oncle.

## Repartiment
- Ken Berry: Willoughby Whitfield
- Stefanie Powers: Nicole Harris
- Helen Hayes: Àvia Steinmetz
- Keenan Wynn: Alonzo Hawk
- Vito Scotti: Taxista
- Maurice Marsac: (paper indeterminat)

## Premis i nominacions

### Nominacions
- 1975. Globus d'Or a la millor actriu musical o còmica per Helen Hayes